# Grant Gershon
Grant Gershon (Norwalk, 10 novembre 1960) è un direttore d'orchestra e pianista statunitense.
È direttore artistico della Los Angeles Master Chorale, direttore residente dell'Los Angeles Opera, membro del consiglio di amministrazione della Thornton School of Music dell'USC e membro del consiglio di amministrazione di Chorus America.

## Biografia
Gershon nacque a Norwalk, in California e crebbe ad Alhambra, California. Sua madre era un'insegnante di piano e iniziò ad impartigli lezioni di musica a 5 anni. Dopo essersi diplomato all'Alhambra High School, entrò al Chapman College di Orange, come duplice specialista in pianoforte e canto; in seguito si trasferì all'Università del Sud California del Sud dove si specializzò in pianoforte. Alla fine si laureò in musica  magna cum laude nel 1985.
Gershon è sposato con il soprano Elissa Johnston.

### Carriera professionale
Gershon è apparso come direttore ospite della Los Angeles Philharmonic, della National Symphony Orchestra, della Baltimore Symphony Orchestra, della Houston Grand Opera, della Santa Fe Opera, della Minnesota Opera, dell'Opera reale svedese, della Juilliard Opera Theatre, della Saint Paul Chamber Orchestra, della Los Angeles Chamber Orchestra, della Gustav Mahler Chamber Orchestra e dell'Orchestra finlandese da camera Avanti !, tra gli altri. Ha diretto spettacoli in molti dei festival più prestigiosi del mondo, tra cui i festival Ravinia, Edimburgo, Vienna, Aspen, Ojai e Helsinki, nonché il Roma-Europa Festival e il Festival Otonno a Madrid.
Ha lavorato come assistente direttore e pianista principale della Los Angeles Opera dal 1988 al 1994, partecipando a oltre 40 produzioni e guadagnandosi la reputazione di uno dei migliori insegnanti di canto del paese. Nel 1994 fu nominato assistente direttore della Los Angeles Philharmonic sotto Esa-Pekka Salonen, ruolo che ricoprì fino al 1997.
Ha anche lavorato come assistente direttore al Festival di Salisburgo, alla Berlin State Opera e al Festival di Aix-en-Provence, lavorando con i direttori Esa-Pekka Salonen, Daniel Barenboim e Claudio Abbado. Ha lavorato come pianista per molti artisti in registrazioni e recital, tra cui Kiri Te Kanawa, Peter Schreier, Rod Gilfry e Audra McDonald.
Nel maggio 2000 Gershon è stato nominato direttore musicale della Los Angeles Master Chorale nell'autunno 2001, subentrando a Paul Salamunovich che andava in pensione. È il quarto direttore a detenere quel titolo.

#### Spettacoli diretti
Durante questo periodo ha diretto oltre 100 esibizioni alla Walt Disney Concert Hall e ha diretto il coro in numerose anteprime mondiali, tra cui:
- Iri da Iri di Esa-Pekka Salonen
- "the national anthems" di David Lang
- Inscapes di compositore in residenza Shawn Kirchner
- You Are (Variations) di Steve Reich
- Requiem di Christopher Rouse
- The City of Dis di Louis Andriessen
- "Los cantores de las montañas" di Gabriela Lena Frank
- Plath Songs di Shawn Kirchner
- A Map of Los Angeles di David O
- SANG di Eve Beglarian
- Messages and Brief Eternity di Bobby McFerrin e Roger Treece, versi di Don Rosler
- Broken Charms di Donald Crockett
- Rezos di Tania León
- Mother's Lament di Sharon Farber
- The Salvage Men di Jeff Beal
- Mangá Pakalagián (Cerimonie) di Nilo Alcala
- Ave Maria/Scarborough Fair di Paul Chihara
- In the Desert With You di Moira Smiley

Ha diretto la prima statunitense di Two Songs to Poems di Ann Jäderlund di Esa-Pekka Salonen con la Master Chorale, insieme ad altre anteprime degli Stati Uniti dei compositori James MacMillan, Tarik O'Regan, Sofia Gubaidulina e Mark-Anthony Turnage.
Oltre al suo lavoro con la Master Chorale, è anche stato un sostenitore della musica nuova. Diresse la prima mondiale del pezzo di opera/teatro di John Adams, I Was Looking to the Ceiling e Then I Saw the Sky, diretto da Peter Sellars. Lui e la pianista Gloria Cheng suonarono per la prima volta Hallelujah Junction, un brano in duo di pianoforte scritto per loro da John Adams. Nel febbraio 2007 diresse la prima mondiale dell'opera di Ricky Ian Gordon, The Grapes of Wrath con la Minnesota Opera e gli spettacoli che seguirono con la Utah Opera. Nel 2010 Gershon diresse gli spettacoli in prima mondiale de Il Postino di Daniel Catán, con Plácido Domingo nei panni del poeta Pablo Neruda.
Il 21 maggio 2007 la Los Angeles Opera e la Los Angeles Master Chorale pubblicarono un comunicato stampa congiunto. In esso annunciarono che Gershon avrebbe esteso il suo contratto con la Master Chorale fino alla stagione 2010/2011 e che sarebbe stato nominato Direttore Associato/Maestro del Coro dell'Opera di Los Angeles. Nel comunicato stampa Plácido Domingo definì Gershon "un musicista eccezionale i cui vasti interessi musicali, la maestria tecnica e l'esperienza impressionante saranno un enorme vantaggio per LA Opera". In questa posizione alla LA Opera Gershon diresse una serie di 8 spettacoli de La traviata, una serie di spettacoli di L'Allegro, il Penseroso ed il Moderato di Händel nella produzione di Mark Morris e il già citato Il Postino.
Il 18 maggio 2014 la Los Angeles Master Chorale emise un comunicato stampa in cui annunciava che Gershon avrebbe esteso il suo contratto con la Master Chorale fino alla stagione 2019/2020. Con questo rinnovo il titolo di Gershon cambierà in direttore artistico, che riflette il suo desiderio di "ridefinire l'esperienza corale". Con questo ruolo ampliato Gershon creerà un'esperienza di concerto "immersiva" incorporando nella produzione illuminazione, messa in scena, video, movimento e abbigliamento. La Chorale cercherà di coinvolgere il nuovo pubblico presentando altri concerti in luoghi esterni alla Disney Hall e all'Hollywood Bowl.

## Registrazioni
Gershon ha realizzato cinque registrazioni con la Los Angeles Master Chorale:
- Itaipú di Philip Glass e Two Songs to Poems of Ann Jäderlund di Esa-Pekka Salonen (RCM 12004)
- You Are (Variazioni) di Steve Reich (Nonesuch)
- Daniel Variations di Steve Reich (Nonesuch)
- A Good Understanding di Nico Muhly (Decca)
- Miserere di Henryk Górecki (Decca)

Ha anche lavorato come direttore di coro su due CD nominati ai Grammy Award, Sweeney Todd (New York Philharmonic Special Editions) e Le Grand Macabre di Ligeti (Sony Classical).

## Premi e riconoscimenti
- Nel 2015 Gershon ha ricevuto il Louis Botto Award per lo zelo imprenditoriale e l'azione innovativa di Chorus America
- Nel 2012, sotto la direzione di Gershon, la Los Angeles Master Chorale ha ricevuto il premio Margaret Hillis per eccellenza corale da Chorus America.
- Gershon è stato premiato con il WQXR Gramophone America Award per il 2006 per la sua registrazione di You Are (Variazioni) di Reich. Inoltre The New York Times,[5] The Washington Post[6] e Newsday,[7] tra gli altri, l'hanno selezionato tra le prime dieci registrazioni classiche del 2005.
- Nel maggio 2002 è stato nominato Miglior ex alunno dell'anno della USC Thornton School of Music.